# Clinodiplosis melissae
Clinodiplosis melissae är en tvåvingeart som beskrevs av Maia 1994. Clinodiplosis melissae ingår i släktet Clinodiplosis och familjen gallmyggor. Inga underarter finns listade i Catalogue of Life.